# Абдрашитов, Хаким Шакирович
Хаким Шакирович Абдрашитов — советский (казахстанский) партийный, государственный и политический деятель, писатель.

## Биография
Родился в 1911 году в Семипалатинске. Член КПСС.
В 1925—1985 гг.:
- 1925—1929 рабочий на шахте Риддерского комбината,
- 1929—1937 на комсомольской работе — секретарь Риддерского горкома, Карсакайского райкома, Карагандинского обкома, заведующий отделом ЦК ЛКСМ Казахстана,
- с 1937 главред политвещания Казрадиокомитета,
- 1941—1945 участник Великой Отечественной войны, гвардии майор,
- секретарь Казсовпрофа,
- 1949—1951 ответорганизатор отдела партийных, профсоюзных и комсомольских органов ЦК Компартии Казахстана
- 09.1951-07.1952 зам. зав. отделом легкой промышленности ЦК Компартии Казахстана
- заведующий отделом лёгкой промышленности, ответработник ЦК КП Казахстана,
- заведующий секретариатом Председателя Совета Министров Казахской ССР,
- 1966—1985 заведующий общим отделом ЦК КП Казахстана.

Избирался депутатом Верховного Совета Казахской ССР 7-10-го созыва. Делегат XXVI съезда КПСС. 
С 1985 года на пенсии.
Умер в Алматы в 1993 году.

## Награды
Награждён орденами Октябрьской Революции, Отечественной войны 2-й степени, Трудового Красного Знамени (дважды), Дружбы народов, «Знак Почёта» (дважды), медалями, заслуженный работник культуры КазССР. 